# 虹口区
虹口区是上海市中心城区中北部的一个市辖区。区名因上海浦的故道虹口港而得名，上海开埠前境内原分属上海与宝山两县。上海开埠后，成为继黄浦区外上海最早发展的地区。淞沪会战以前，虹口一度发展成为上海主要的粤籍居民和日籍居民社区，同时虹口也是上海最早的电影放映地和主要的电影放映中心。
目前，虹口区东部与杨浦区相接，南部与黄浦区、浦东新区相邻，西部连接静安区，北部与宝山区相交。虹口区是上海人口密度最高的行政区。虹口区境内原为东海之滨的滩地，多河道港汊，区域总面积23.49平方公里。目前，虹口区共设有四川北路、北外滩、嘉兴路、欧阳路、广中路、曲阳路、凉城新村和江湾镇等八个街道办事处，街道下设212个居民委员会。

## 历史

### 古代
唐玄宗开元年间，由于捍海塘的兴筑，今虹口区一带逐渐成陆，吴淞江贯穿区境，北岸属昆山县，南岸为海盐县。天宝十载（751年），因置华亭县，区境南部属华亭。
宋靖康元年（1126年），江湾一带逐渐形成集镇。建炎年间，则增设江湾巡检司。建炎三年（1129年），为抵御金人南侵，浙西制置使韩世忠中军驻扎江湾。嘉定十年（1218年），置嘉定县，吴淞江北岸归属嘉定。
元至元二十八年（1291年），析华亭县东部为上海县，吴淞江南岸为上海县。大德八年（1304年），任仁发疏浚境内吴淞江。
明永乐三年（1405年），夏元吉主持区境南段范家浜的河道治理，并引导黄浦由此入海。嘉靖二十三年（1544年），倭寇入侵江湾等地，导致全镇被焚。隆庆三年（1569年），海瑞主持吴淞江疏浚，吴淞江下游沿今河道进入黄浦江。此后全区均位于吴淞江北岸。
清康熙年间，乡民兴建吴淞江头坝义渡。雍正三年（1725），宝山县设立，原吴淞江故道北侧则改属宝山县。乾隆年间，上海浦（今虹口港）北段入黄浦江处称为“洪口”，后改为“虹口”。今东大名路及东长治路一带出现集镇，称内外虹口市。

### 清末

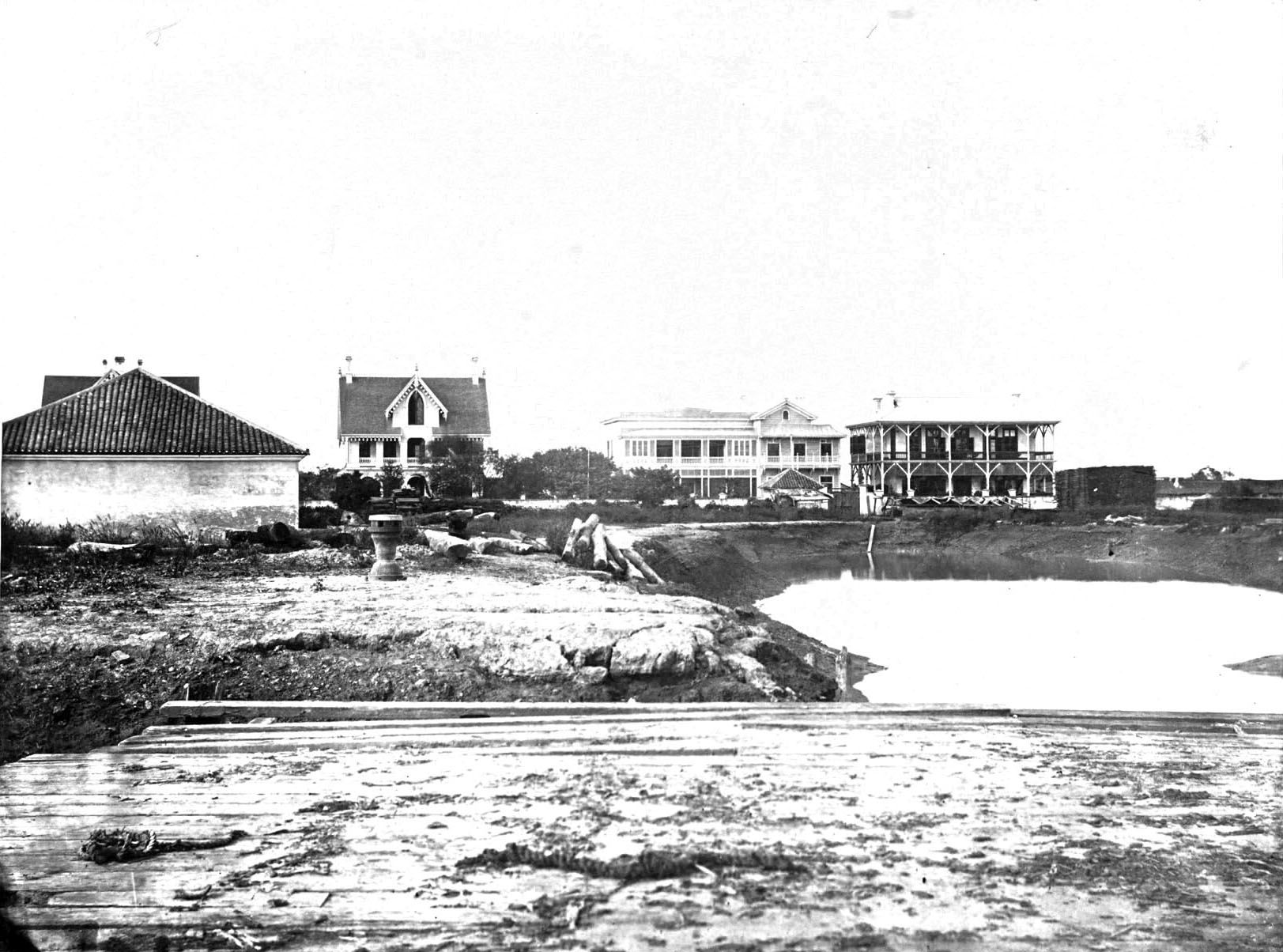
1860年的虹口

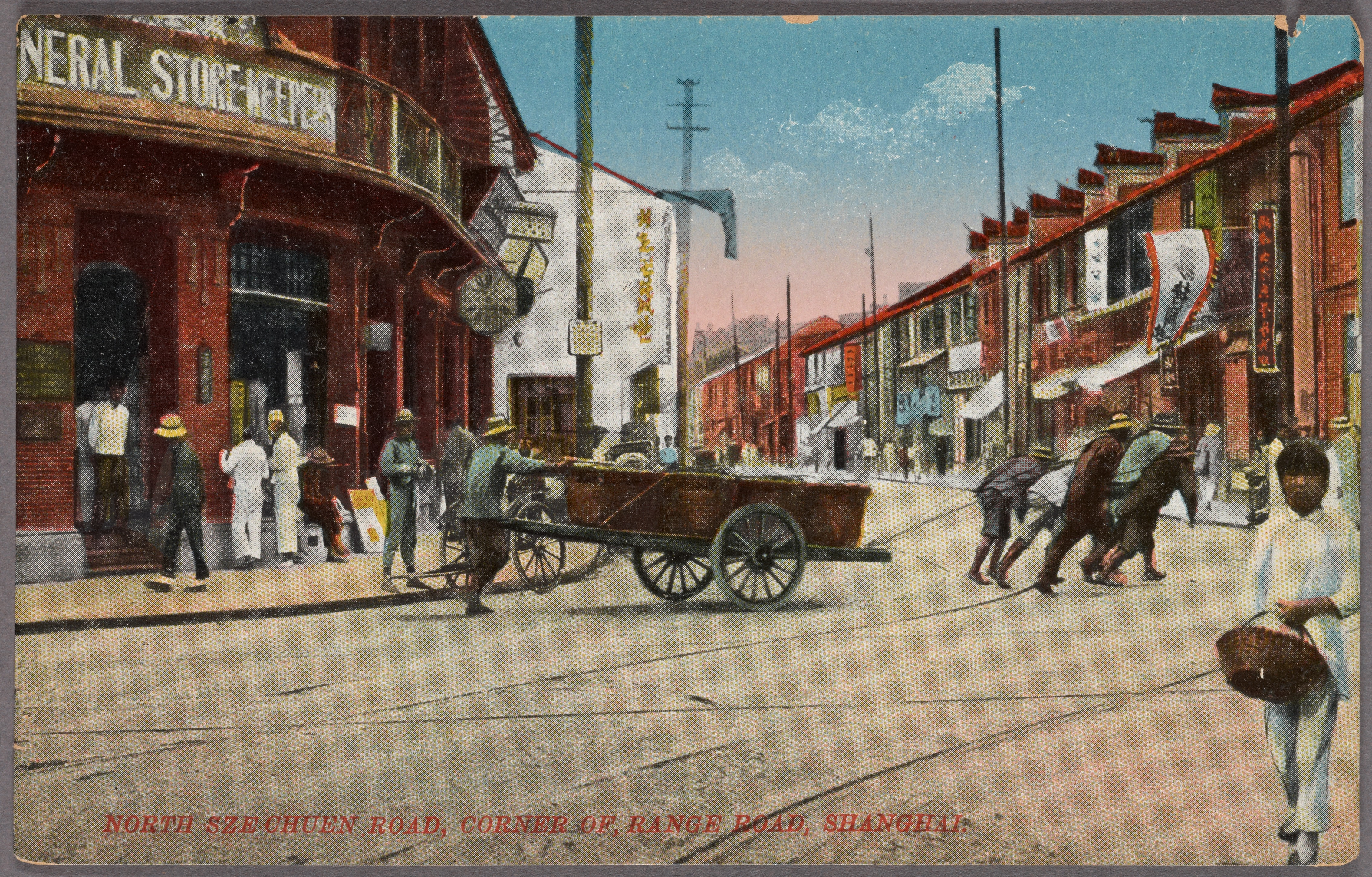
19世纪末的四川北路

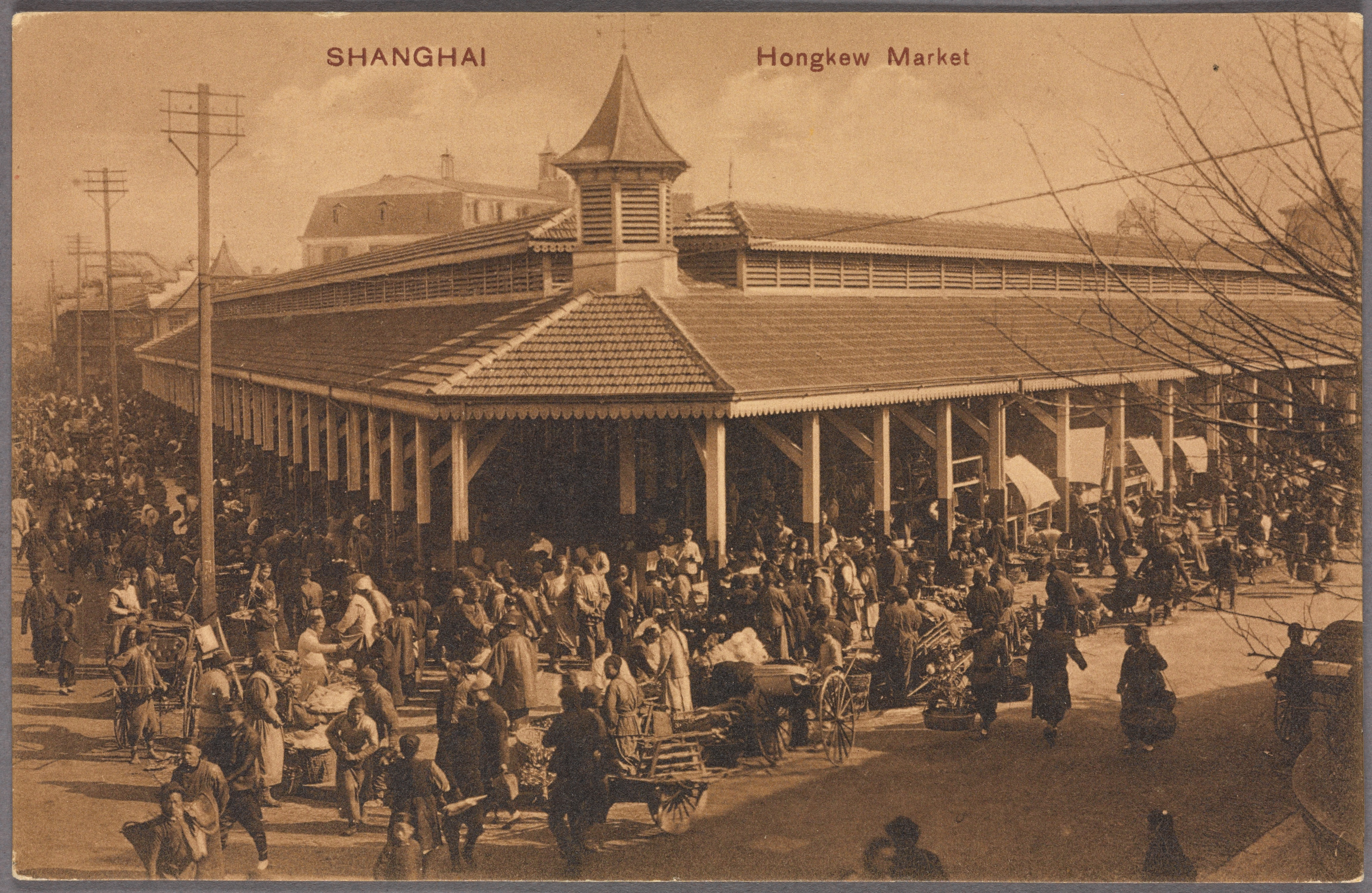
兴建于清末的三角地菜市

上海开埠以后，由于位于黄浦江转角而形成吃水深的地理优势，使得虹口南侧临江地区逐渐成为码头、修造船厂等聚集的地区。中美两国签订《望厦条约》以后，美国人拥有了在五个通商口岸居留、通商及传教的权力。其中美国圣公会主教文惠廉於1845年由厦门前来上海传教。在与苏松太道道台几经交涉后，最终美国於苏州河北岸的虹口地区获准建造教堂并建立美国居留地。后在美国领事熙华德的坚持下，最终於1863年完成了美租界的划定。今虹口区南部均属于美租界的范围，并於当年於英租界合并，称为英美租界，后正式称为上海公共租界。
1860年代，虹口地区以船厂、工厂和赌场为主，其中包括上海船厂的前身之一耶松船厂和江南制造总局均於此时在虹口创建。另外，基于太平军、小刀会起义等影响，美租界成为了上海主要华洋杂处的地区。1861年起，工部局於此设立第二个分巡捕房，虹口捕房。此后，又於1867年设立了虹口救火会等市政机构。1873年，熙华德进一步要求重新划定租界北线。最终於1893年确立了北部边界。在1870年代以后，虹口地区逐渐繁荣，除工业企业外，如同文书局、同仁医院等文化卫生机构也陆续在此开办。到1876年，吴淞铁路的兴建，其火车站更是设置于今河南北路东侧，带来了市面的进一步繁荣。
从1870年代开始，一些上海著名的机构也陆续迁到虹口地区，包括公济医院、圣方济学院、麦伦书院等。中西书院在昆山路上设立了分院，并在1915年改制为中国近代史上著名的法学院，东吴大学法学院。四川北路於1877年开始辟筑，并逐步成为上海主要的广东籍移民社区。适逢日本也於这一时期开始明治维新，前来上海经商的日本侨民逐渐增加，吴淞路及北四川路越界筑路段逐渐成为日本侨民的聚居区，至1910年上海的日本侨民超过其他各国。
1890年代以后，虹口市面进一步发展，工部局立的学校也逐渐创办于此，包括西童公学、汉璧礼养蒙学堂、华童公学等。这一时期，革命党人也逐渐将虹口作为在上海的主要据点。其中，位于东有恒路的宋嘉澍寓所是第一次广州起义的联络地之一。另外，秋瑾主编的《中国女报》也设立於北四川路厚德里。
1908年3月，上海引入现代公共交通之一的有轨电车，其中北四川路沿线及东大名路一带成为上海最早拥有电车通勤的地区。此外，上海第一家电影院虹口大戏院也在乍浦路海宁路路口落成。

### 中华民国时期

#### 北洋时期

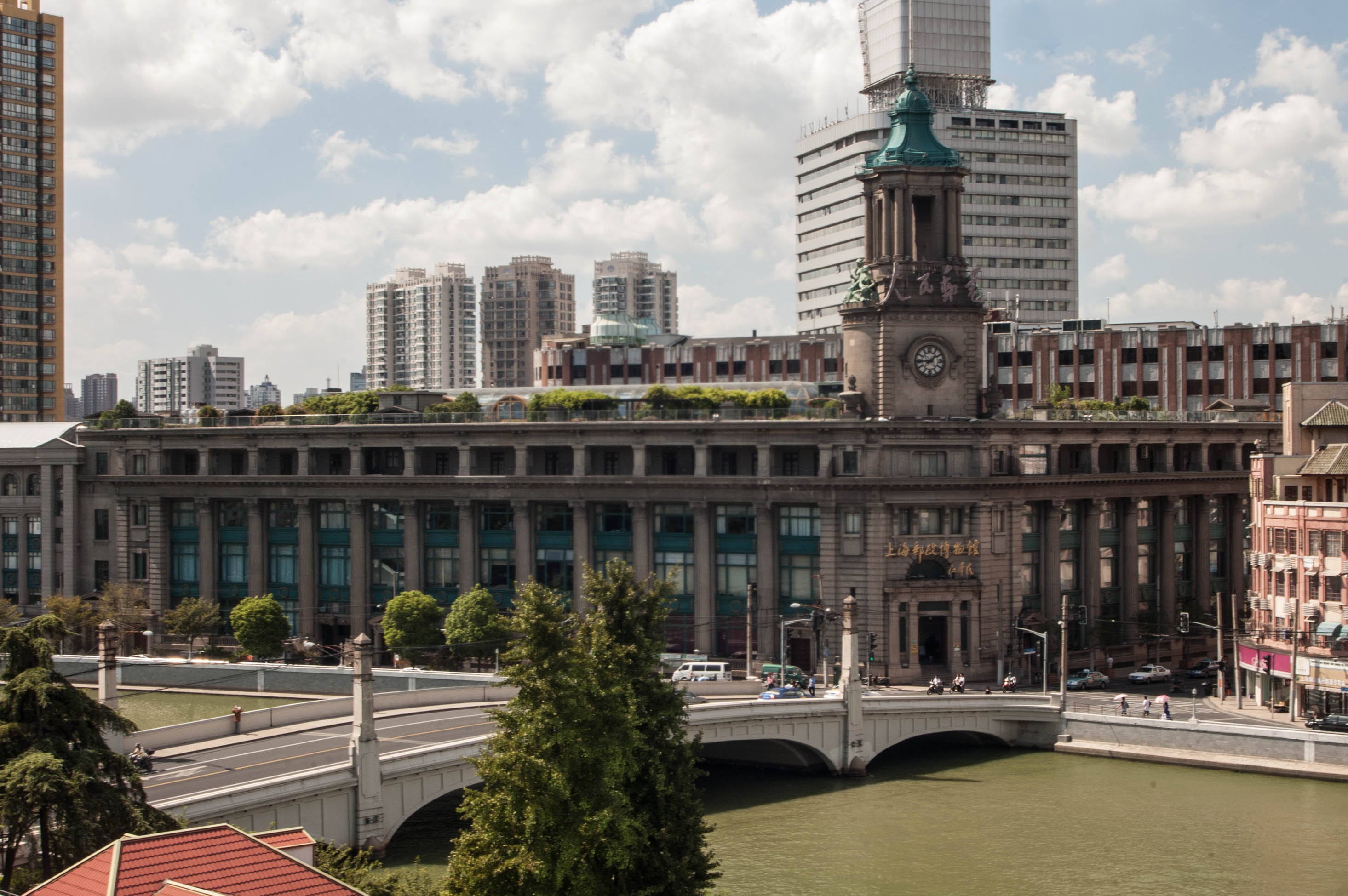
落成于1924年的上海邮政总局大樓

民国四年（1915年）5月15日，第二届远东运动会在虹口公园开幕。南洋兄弟烟草公司也于当年在东大名路设立分公司，三年后，其总公司迁入东大名路。次年，工部局出资翻建三角地菜市为三层室内菜场。民国6年（1917年），公共租界工部局建立日捕股，主要负责北四川路北段日侨集中区域的治安事务。同年，内山书店也创立于北四川路底。11月10日，革命党人王晓峰、王明山在外白渡桥北堍成功刺杀时任上海镇守使的郑汝成。
民国9年（1921年）5月，第五届远东运动会再次于虹口公园开幕。同时，位于南京的国立东南大学商科（即今上海财经大学前身）迁来今中山北一路。当年，公共租界当局兴起一波越界筑路的高潮，辟筑福生路（今罗浮路）、施高塔路（今山阴路）、窦乐安路（今多伦路）等，其中福生路的辟筑更是引发闸北乃至上海地区民众与租界当局长达半年的抗争事件。上海最早的公共游泳池，也在工部局的资助下於虹口公园西北侧落成，并称“工部局游泳池”（即今虹口游泳池）。
民国11年（1922年），四川路桥完成重建，而其北堍西首，新设计的上海邮政总局大楼正式动工兴建，并于两年后正式落成使用。周祥生也在当年於武昌路创办祥生汽车行。次年，精武体育会迁入横浜桥南侧，景林堂也于该年在昆山路上落成。中国首座污水处理厂，上海北区污水处理厂也於欧阳路建成，日处理污水能力775立方米。民国13年（1924年），私立持志大学于西体育会路创办，后迁入水电路。北四川路两侧则进一步发展，英商沙逊洋行於长春路上兴建四层公寓，日本人创办福民医院於横浜桥北，基督复临安息日会在靶子路(今武进路)兴建沪北会堂。此外，日军继续扩展在虹口公园附近的基地，於江湾路兴建海军陆战队司令部。
民国14年（1925年），中国共产党第四次全国代表大会在东宝兴路254弄内举行。当年，《良友》杂志的出版商良友印刷所於北四川路创建。

#### 训政时期
民国16年（1927年）3月，国民革命军进抵江湾地区。5月，由国民政府创办的国立劳动大学在江湾开办。10月，鲁迅偕许广平由广州抵达上海，初期居住于横浜路的景云里，后在北四川路附近多次迁居，并最终定居于施高塔路的大陆新村寓所。此外，遵照雷士德创办的雷士德工业专科学校於东长治路开学。民国17年5月30日，五卅烈士墓在方家木桥落成。民国19年3月，中国左翼作家联盟於窦乐安路举行成立大会。同时，百老汇大厦动工兴建，并于四年后完工，1951年更名为上海大厦。北四川路的广东大戏院於同年落成，虹口作为上海的粤剧演出中心进一步奠定。
民国20年（1931年），英商沙逊洋行兴建河滨大楼，并於1935年落成，成为长时期内上海最大的公寓住宅。民国21年（1932年）1月28日晚，日本海军陆战队2300人在铁甲车掩护下自天通庵车站、北四川路吟桂路和虬江路三路侵袭闸北地区，发动“一二八事变”，国民革命军第十九路军奋起抵抗。中日双方最终於同年签订停战协定。4月29日，日本於虹口公园举行庆祝天皇寿辰的天长节及祝捷阅兵，朝鲜反日人士尹奉吉混入人群中，向主宾席投掷炸弹，结果白川义则被当场炸死，日本驻华公使重光葵、海军中将野村吉三郎重伤。
民国25年（1936年）10月19日，鲁迅在其位于施高塔路的寓所病逝。此后由宋庆龄主持丧仪，并入葬虹桥的万国公墓。20年后，鲁迅移葬虹口公园。

#### 沦陷时期

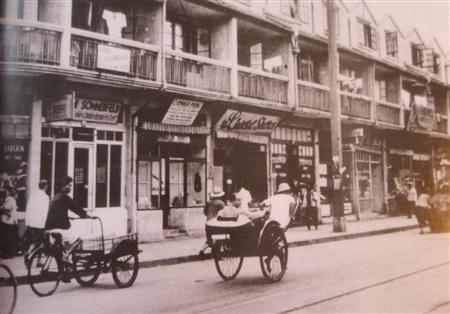
1943年位于提篮桥的犹太人隔离区

民国26年（1937年）8月13日，日军自江湾路海军陆战队司令部出发，袭击闸北、江湾等地，淞沪会战正式爆发。11月12日，上海沦陷，区境南部的公共租界北区沦为日军控制地区。
民国32年2月，日军建立犹太人隔离区，将由欧洲为躲避纳粹德国迫害而逃来上海的犹太难民驱赶至隔离区内。10月，在日军势力安排下，举行收回租界仪式。公共租界北区名义上由汪兆铭政权组织下的上海市政府接收，境内相应的西方人名为首的道路改以中国地名命名。

#### 战后时期
民国34年11月，上海市实验戏剧学校（现上海戏剧学院前身）在北四川路建立。12月，上海市政府设立各区，虹口区境分属第16、17、18三区，以及部分地区属于21、22区，同时开始实施保甲制度。民国36年3月，上海市参议会移入塘沽路原日本人俱乐部旧址。11月，境内按各区举行首次大选，选举产生国民大会上海市代表，并于翌年选举上海市的立法院立法委员。民国38年（1949年）5月25日，淞沪警备副司令刘昌义起义，所属部队宣布投诚。
民国38年5月27日，上海市军管会派接管专员分别建立虹口区、北四川路区、提篮桥区接管委员会，以取代原区公所。次日，又委派人员接管原虹口、北四川路和提篮桥警察分局，建立三个区公安分局。7月6日，上海市民於四川北路底举行游行庆祝典礼，陈毅出席检阅。7月24日，4906号强台风袭击上海，引发苏州河水倒灌，虹口和北四川路两区多处低洼地带被淹，水深及半米。9月2日，中国共产党上海市虹口区委员会成立，负责虹口及北四川路两区的党务工作。提篮桥区的党务由沪东区委领导。

### 当代

#### 文革前
1949年12月，上海俄文专科学校於大连西路550号创办，七年后改制为上海外语学院（今上海外国语大学）。1950年2月6日，因中华民国空军空袭上海，造成以提篮桥区、北四川路区和虹口区的大部地区停水停电。6月，分别成立三个区的人民政府，7月江湾区人民政府成立。11月22日，江湾镇开始进行土地改革。
1950年代，虹口、北四川路和提篮桥区分别开展了三反五反运动，同时展开了肃清毒品、抗美援朝等活动。1954年7月，各区分别召开区第一届人民代表大会，讨论《中华人民共和国宪法（草案）》，选举上海市第一届人民大表大会代表。1956年3月10日，虹口区与北四川路区合并为虹口区，同时北四川路区的农村地区划归北郊区。当年，鲁迅灵柩由万国公墓迁葬於虹口公园。1958年10月起，虹口与提篮桥区开展“全民炼钢运动”。1959年12月，虹口区与提篮桥区合并为虹口区。
1960年，虹口区建立区少年宫，最初位于东汉阳路205号，后於1966年迁至百官街。1963年起，淞沪铁路客运停止，江湾站改建为货运站，当年4月，开展社会主义教育运动。

#### 文革时期
1966年5月27日，虹口区委向全区各级领导干部传达《中国共产党中央委员会通知》，次月起逐渐出现贴大字报等现象。7月，经上海市委部署，由区委抽调干部组建工作队进驻各中、小学校、公安局等。8月8日，因中央要求各工作组撤出。18日，境内各中学纷纷组建红卫兵组织。9月起，中小学停课，红卫兵开始外出串联。
1967年1月，区内中共组织、人民委员会的正常活动和领导职能停顿，分别由区内造反组织接管。7月，虹口区革命委员会成立。次年1月，区内各公检法单位实行军官，并成立上海市公检法军管会虹口区军管组。12月，首批高中、初中生启程前往黑龙江、云南和江西等省，开始上山下乡运动。1971年后，又分别举行了批判陈伯达、林彪和反击右倾翻案风等运动。
这一时期，在经济建设方面，1973年外虹桥码头改建为国际客运站。1974年又完成了四川北路有轨电车车轨拆除工作和横浜桥的升高等基础建设。

## 地理

### 水文

虹口区的河流

由于属于吴淞江下泄形成的冲积平原，区内长期水网纵横，曾一度有大小河流共计50余条。此后逐渐淤塞湮没，目前主要的河流包括吴淞江、黄浦江、虹口港、俞泾浦、沙泾港、江湾市河等。其中经过黄浦夺淞以后，形成了以黄浦江为主要干河的水系网络，吴淞江於外白渡桥以东位置汇入黄浦江。俞泾浦和沙泾港则作为虹口港的支流，共同形成了虹口港水系，并于虹口处汇入黄浦江。江湾市河则位于区境北部，是走马塘流经江湾镇的一段，并是江湾早期发展繁荣的主要因素。

### 行政区划

#### 区划沿革
唐天宝十载（751年），区境吴淞江故道以南，隶属华亭县，以北隶属昆山县。此后分别於宋嘉定十年（1218年）、元至元二十八年（1291年）和清雍正二年（1724年），因新置嘉定、上海和宝山县而分别改属各县。雍正二年以后，吴淞江故道（今虬江路）以南为上海县，以北为宝山县，并延续至民国初年。
1863年起，在区内上海县部分，由美国方面的要求下，先后数次划定美租界范围。至1899年，区境位于吴淞江故道以南几乎全部地区均被划入公共租界。
中华民国元年（1912年），江苏省临时省议会颁布《暂行市乡自治章程》，上海县北境（除租界以外）和宝山县江湾、彭浦两乡南境置闸北市（由两县共管）。民国16年（1927年），上海特别市政府成立后，境内除公共租界外，闸北市改为闸北区，闸北区与公共租界之间的一小部分属引翔区，宝山县江湾乡改为江湾区。
民国三十四年（1945年）8月上海光复后，境内主要地域划为第十六区、十七区、十八区。翌年，三区分别命名为虹口区、北四川路区及提篮桥区。
1956年3月，北四川路区并入虹口区。两年后，原隶属于榆林区的大连路和大连西路以南、面积1.22平方公里地域，划归提篮桥区。1959年12月，提篮桥区并入虹口区。1963年起，区境西部月0.06平方公里地区划归闸北区。1979年，原属宝山县与杨浦区的0.87平方公里地域划归虹口区。1984年9月，宝山县江湾镇和五角场镇部分地区划入虹口区。1992年，与杨浦区在划定区界时进行了部分调整。2000年12月，又与闸北区就部分地区归属进行了重新划分。 
2018年1月29日，虹口区调整提篮桥街道和四川北路街道管辖范围，建立北外滩街道。北外滩街道管辖范围为东至大连路、秦皇岛路，西至河南北路，南至苏州河、黄浦江，北至海宁路、周家嘴路。四川北路街道海宁路以南区域划入北外滩街道。北外滩街道办事处驻地为新建路100号。

#### 现状
截止2017年，虹口区共辖有8个街道，并以东江湾路-大连西路为界，可以将虹口区划分为南北两个区域。
- 虹口北片区：江湾镇街道、凉城新村街道、曲阳路街道、广中路街道
- 虹口南片区：欧阳路街道、四川北路街道、嘉兴路街道、北外滩街道[17]

| 虹口区行政区划 | 代码         | 区划名称        | 街道驻地 | 户数（2015年） | 人口（2015年） | 面积 (km²) |
| -------------- | ------------ | --------------- | -------- | -------------- | -------------- | ---------- |
|                |              |                 |          |                |                |            |
| — 街道 —       |              |                 |          |                |                |            |
| 310109017      | 四川北路街道 | 溧阳路1338号    |          |                | 2.33           |            |
| 310109018      | 北外滩街道   | 新建路100号     |          |                | 3.45           |            |
| 310109014      | 嘉兴路街道   | 天宝路868号     |          |                | 2.63           |            |
| 310109009      | 欧阳路街道   | 四平路421弄21号 |          |                | 1.67           |            |
| 310109010      | 曲阳路街道   | 巴林路68号      |          |                | 3.05           |            |
| 310109011      | 广中路街道   | 同心路127号     |          |                | 2.91           |            |
| 310109016      | 凉城新村街道 | 凉城路661号     |          |                | 3.24           |            |
| 310109019      | 江湾镇街道   | 丰镇路300号     |          |                | 4.17           |            |

## 人口

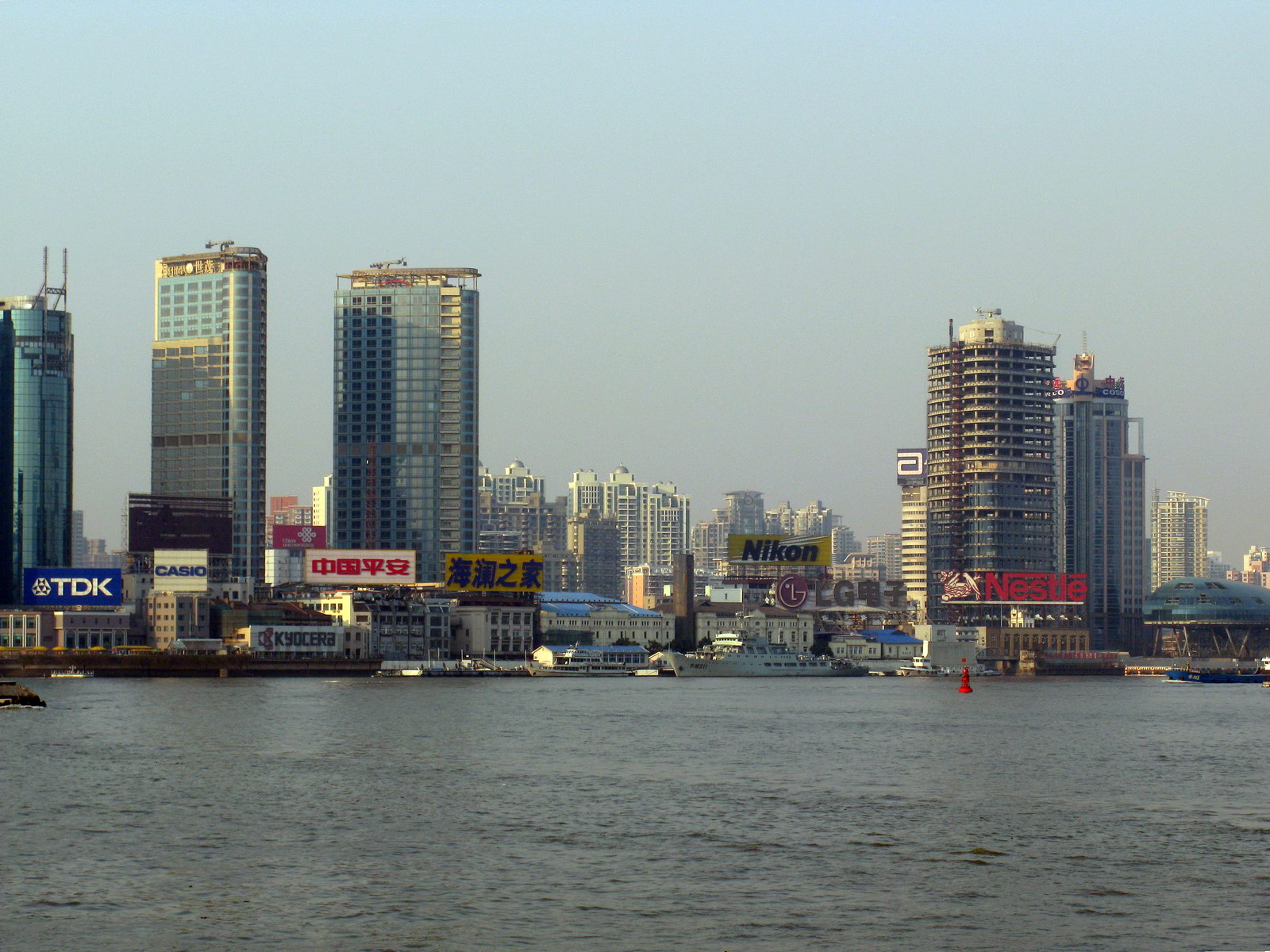
2008年的虹口區北外灘一帶

### 人口规模及构成
1865年，工部局举行首次人口普查，当时租界内的华人共计17455人。此后1900年和1935年，公共租界对北区的举行的两次大规模人口普查，总计人口分别为93106人和206578人。另外，华界地区也举行了几次人口普查。例如1931年，江湾警察所、北四川路警察所和临平路警察所三个辖区分别统计人口为32695人、41828人和113939人。但在一二八事变和淞沪会战后，三个警察所辖区人口骤减。抗战胜利后，根据民国34年统计，虹口区、北四川路区、提篮桥区总人口为280480人，到了民国38年5月，人口总数升至695432人。
租界時期以原籍為江蘇、浙江、廣東人氏為多，其中在上海紮根的廣東人大多數聚居虹口，故虹口有廣東人第二故鄉之稱。至20世紀30年代中日戰爭爆發，廣東人遷離甚多，但直至1990年代尾仍是區內第三大族群。
1949年以后由于战争的终结和国民经济的恢复以及亲友的往来，导致人口急速增长，至三区合并后的1960年，人口达到824371人。1967年后随着上山下乡运动的开展，大批青年前往全国各地，至1978年，全区人口降至694436人。之后，由于知识青年被允许返城，大批由区内迁出的人口返回，人口急速增加。同时，加之人口生育高峰的来临，到1988年，人口增长至850493人。之后加上非户籍人口的涌入，区内人口始终在80万人左右，根据2010年第六次全国人口普查，区内总人口为852476人。
目前虹口区是上海市老龄化程度最高的区，60岁以上户籍老人占区内总人口四成以上。
根據第七次全国人口普查數據，截至2020年11月1日零時，虹口區常住人口757498人。

## 经济

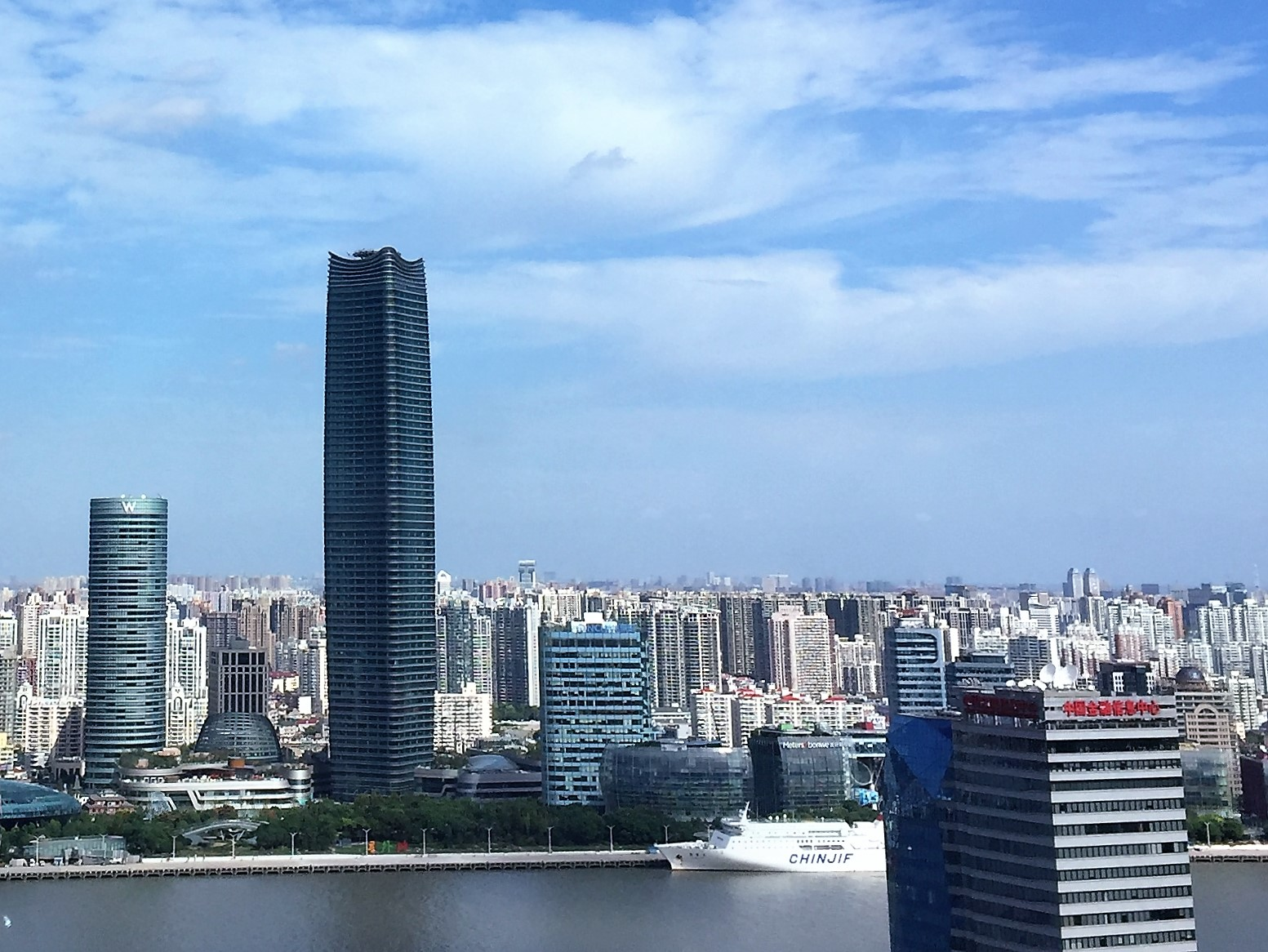
俯瞰黄浦江对岸的虹口北外滩

### 农业
虹口区全境完全城镇化，无农业经济。

### 工业
2016年虹口区的销售产值总体呈下降趋势，工业生产产销衔接良好。全年完成工业销售产值55.23亿元，比上年下降46.0%。其中，中央属、市属控股单位44.28亿元，下降24.7%；三资企业工业销售产值4.99亿元，下降17.5%，工业产品销售率101.8%。

### 财政
2016年一般公共预算收入108.57亿元，比上年增长28.7%。加上当年上级补助收入54.23亿元，地方政府债券转贷收入13亿元，调入资金7.47亿元，一般公共预算收入总计为183.27亿元。
2016年一般公共预算支出137.27亿元，上解上级支出4.34亿元，债务还本支出30.29亿元，调出资金11.37亿元，一般公共预算支出总计183.27亿元。

### 商业

#### 早期以及近代
17世纪初，北部江湾镇农产品商贸已负盛名。之后，虹安镇、虹口镇形成。处于江湾通往上海交通线上的天通庵、屈家桥也先后成为集镇。商贸往来逐渐向中南部拓展。上海开埠后，英美洋行在黄浦江北岸先后筑建汇山、公和祥等十多处码头。随后百老汇路（东大名路）一带形成以提篮桥为中心的集市，其中以货栈和五金店居多。清咸丰六年（1856年）修筑吴淞路后，周围福德路、武昌路上店铺渐多，广东商人在福德路上开设十多家水果行。19世纪60年代辟建海宁路、东熙华德路（今东长治路），路两侧有小百货店、茶楼、浴室等服务行业。新开设较知名的商店楼馆有：英商礼查饭店（今浦江饭店）、邵万兴南货店、顺记洋杂货号、生昌番菜馆（今杏花楼）等。19世纪后期，筑北四川路（今四川北路），三角地形成菜市。
20世纪初至抗战胜利，北四川路、吴淞路、虬江路等地有众多日商开设的各种商店。抗战胜利后，虬江路交易市场，因日侨用品和美军剩余物资集散而形成庞大的五金日用品旧货市场。

#### 现代商业中心
- 四川北路商业街

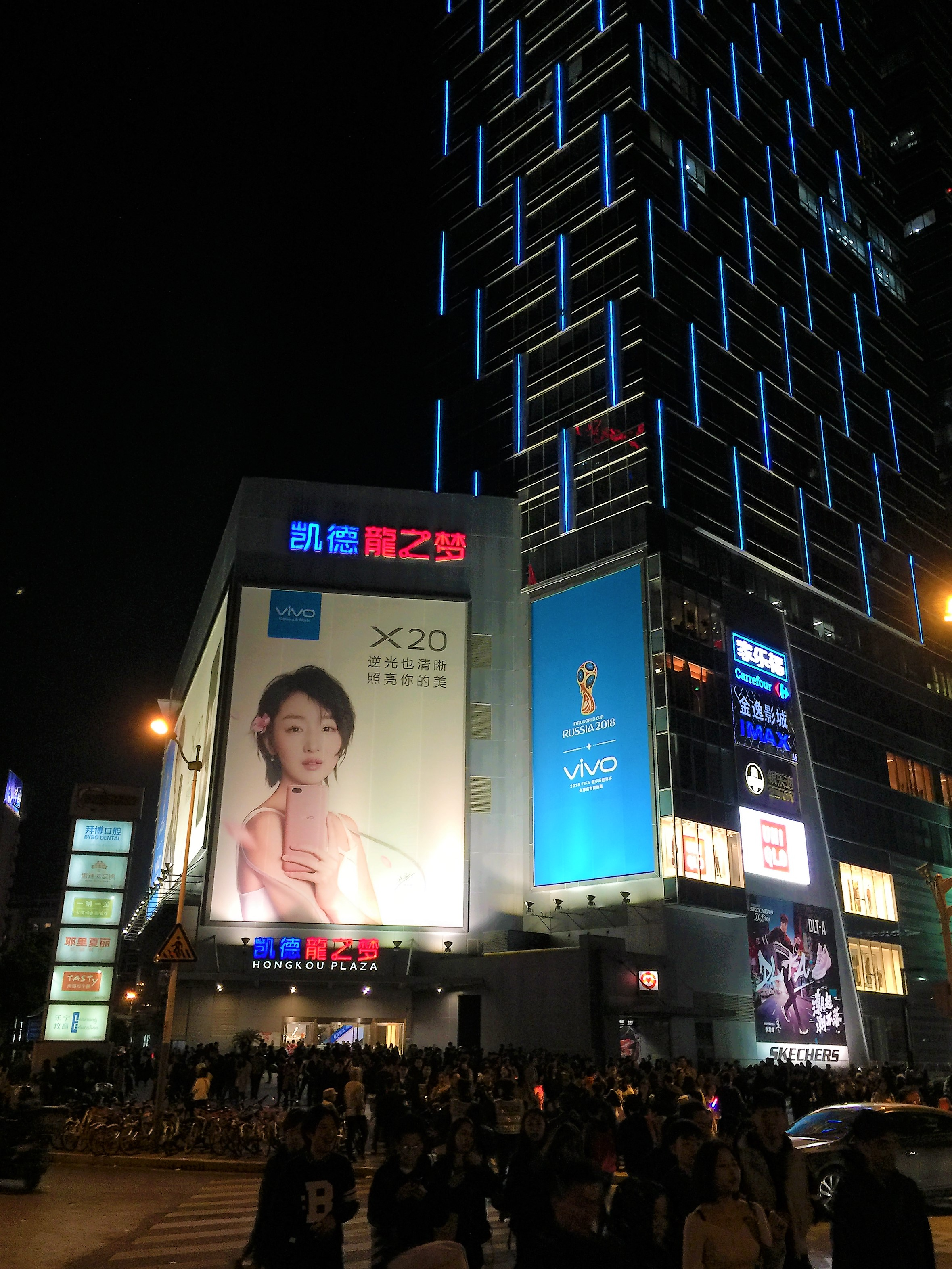
位於虹口足球场旁邊的凯德龙之梦虹口是虹口區最大商場之一。

四川北路商业街南端的起点是苏州河上四川路桥，终点北端鲁迅公园，末端直至虹口凯德龙之梦和虹口足球场。在20世纪初已经是上海知名的繁华商业街。在改革开放后，四川北路延续了民国时期的繁华商业与朝夕人流，20世纪90年代至21世纪初，关于上海商业街流行这样一句话：“走走逛逛其他路，买卖请到四川路”。2010年后，由于各种因素的影响，特别是其他诸如徐家汇、五角场等新兴商圈的迅速崛起，四川北路一度没落，不过其所拥有的商业历史和文化遗迹依旧。2015年后，虹口区政府结合北外滩开发，以期不断发展和转型四川北路商业街。
- 北外滩商务区域

北外滩自2010年后一直是虹口区乃至上海市政府的发展重点。2018年初成立北外滩街道。北外滩位于虹口区南部滨江区域，西至河南北路与静安区相邻，东到大连路与杨浦区相接，南界苏州河与黄浦相交，北临周家嘴路海宁路。与陆家嘴隔江相望。
北外滩分四个功能性街区：北外滩商务文化区，舟山路历史创意街区，虹口港亲水休闲街区，苏河口乐活商业街区。
- 金融街海伦中心

位于四平路海伦路交汇处，是海伦路地铁站双轨上盖的大型商务综合体。是一栋主楼及5栋特色总部办公楼，组成近17万平方米商务综合体。

## 交通

### 地面交通
虹口区是上海最早出现都市交通的地区，早在1908年，便通行了有轨电车。之后相继又出现了无轨电车、公共汽车、轮渡、出租汽车、地铁等各类交通工具。

#### 电车

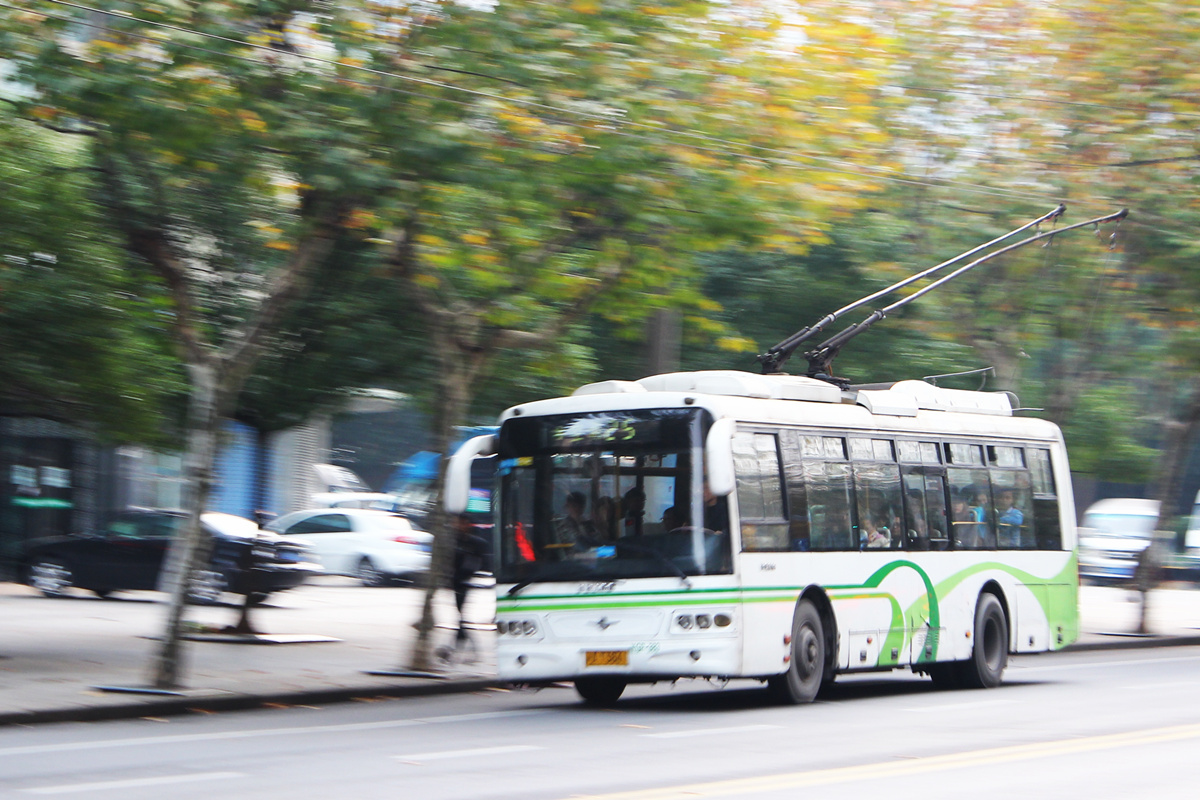
行驶於东汉阳路的25路无轨电车

1906年起，获得公共租界工部局特许经营的上海电车公司，便於境内开工铺设有轨电车线路，同时公司总管理处也设於北苏州路2号。1907年底，位于婓伦路（今九龙路）的电车专用电站完成。次年5月，经由北四川路往靶子场方向的线路通车。之后，1路电车又由上海总会经外白渡桥延伸至靶子场。1913年，位于杨树浦路麦克利克路（今临潼路）口的汇山车栈落成。之后境内的有轨电车线路进一步增加，至1945年除1路电车外，另有7路自十六铺到提篮桥，8、10、11路都自广东路外滩分别到杨树浦路军工路，提篮桥、中正公园。
1914年，上海电车公司试行无轨电车，此后无轨电车成为城市主要的交通工具之一。此后包括15路、17路、18路无轨电车均经过境内，并且采用与法商电车公司联营的形式，由公共租界通往法租界地区。1937年淞沪会战爆发后，因日军占领公共租界北区等因素，境内电车服务一度暂停运营。1941年因日军接管上海电车公司，境内的电车逐步恢复。抗战胜利后，上海电车公司恢复运营。
1949年以后，境内电车业务继续整理和发展。1954年2月，位于东长治路的无轨电车保养场竣工使用，定名为上海市电车公司第三保养场，为沪东最大的电车停车场。1955年4月又与临潼路无轨电车保养场（即汇山车栈）合并，改称电车二场。1963年10月，将由南京路上拆下的轨道铺设于虹口公园至五角场间，并开通3路有轨电车。运行至1975年12月，作为上海最后一条有轨电车的3路拆除，改驶93路公共汽车。1983年1月，改为9路无轨电车。又于1993年改驶139路公共汽车。而无轨电车线路则经由多次调整，目前仍通行于境内的无轨电车线路包括6路、13路、14路、19路和25路。

### 轨道交通

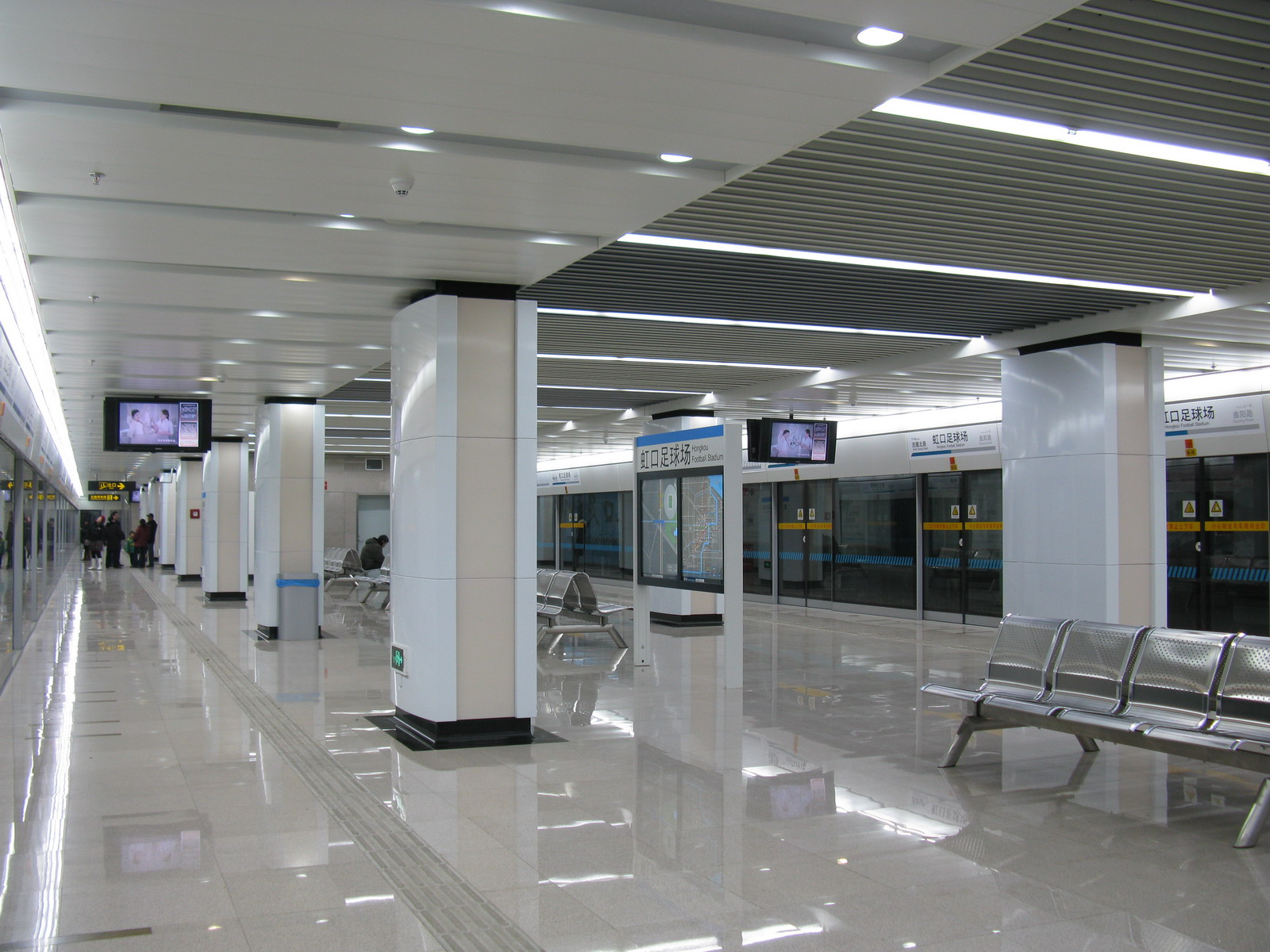
虹口足球场站

境内的轨道交通始于2000年，当年轨道交通三号线（原称明珠线）通车运营，区内共设有东宝兴路、虹口足球场、赤峰路、汶水东路和江湾镇站。2005年12月，轨道交通四号线通车，在境内途径海伦路、临平路、大连路和杨树浦路。2006年10月，因3号线汶水东路站位于大柏树地区，同时为了与1号线汶水路站增加区分度，汶水东路站更名为大柏树站。
2007年12月29日，三线两段中的轨道交通八号线正式通车，在境内设有虹口足球场、曲阳路和四平路等三个站点。其中虹口足球场站与三号线实现换乘。2010年4月，中国首条无人驾驶的全自动轨道交通线，轨道交通10号线正式通车，其途径天潼路、四川北路、海伦路、邮电新村和四平路等五个站点。其中海伦路站与四号线实现换乘，四平路站与八号线实现了换乘。2013年12月29日，12号线通车运营，在境内共设有四个站点，分别为天潼路、国际客运中心、提篮桥和大连路，其中天潼路与10号线实现换乘，大连路站则与4号线完成换乘。
未来还将建成的并通过境内的轨道交通线路包括19号线、20号线。
运营线路
- █ 3号线 : 东宝兴路 - 虹口足球场 - 赤峰路 - 大柏树站 - 江湾镇
- █ 4号线 : 海伦路 - 临平路 - 大连路 - 杨树浦路
- █ 8号线 ： 虹口足球场 - 曲阳路 - 四平路
- █ 10号线 ： 天潼路 - 四川北路 - 海伦路  - 邮电新村 - 四平路
- █ 12号线 ：天潼路 - 国际客运中心 - 提篮桥 - 大连路

规划线路
- █ 19号线、 █ 20号线

### 水路运输

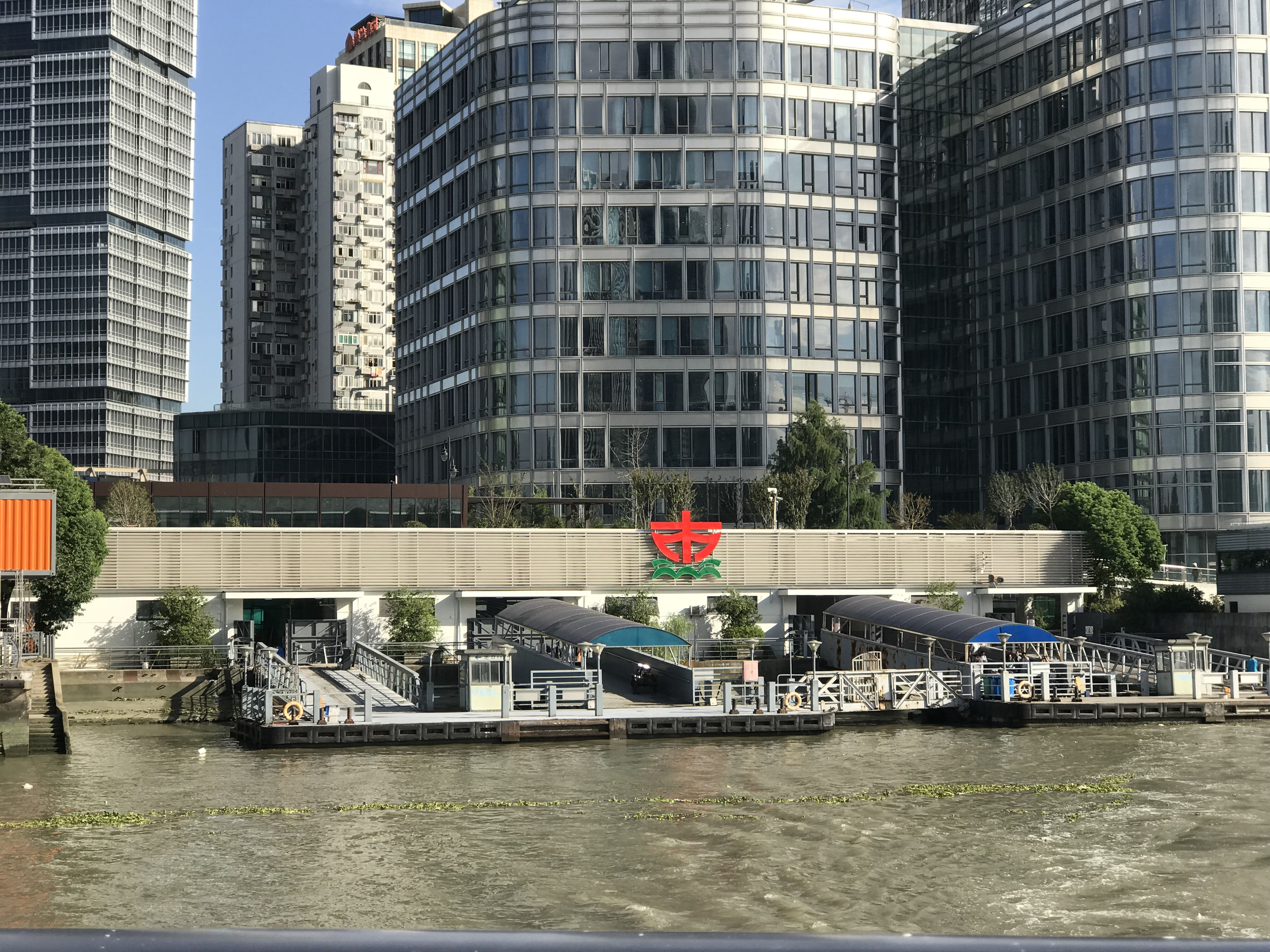
自黄浦江轮渡上拍摄的公平路轮渡站

| 航线       | 码头 （虹口北外滩） | 运营时间    | 码头 （浦东陆家嘴） | 运营时间    | 间隔                                               |
| ---------- | ------------------- | ----------- | ------------------- | ----------- | -------------------------------------------------- |
| 其秦线轮渡 | 秦皇岛路轮渡站      | 24小时      | 其昌栈轮渡站        | 24小时      | 5:20－23:30，约10－20分钟1班 00:00－5:00，1小时1班 |
| 泰公线轮渡 | 公平路轮渡站        | 7:00－19:00 | 泰东路轮渡站        | 7:00－18:50 | 10－20分钟1班                                      |

### 邮政通讯

#### 邮政业务
虽然上海邮政自1878年即由海关试办，但长期以来虹口地区的邮政服务通过设立的信柜和外国机构设立的书信馆来进行。如1897年，在熙华德路、百老汇路、天潼路和武昌路便有潘恒生、萃昌生、三和和乾大等四家主要设有信柜的店铺，通过出售邮票，收寄平信或挂号信并由邮局按规定的时间收取信件。1906年，上海邮政开始在境内设立邮政分支机构，原设立的信柜相继撤除。
1911年上海邮政在百老汇路11号和老靶子路516号分别设立了百老汇支局和靶子路支局。1924年12月1日，上海邮务管理局自北京路迁入北苏州路276号的邮政总局大楼办公，此后长期成为上海的邮政业务的枢纽。

## 市政建设

### 园林绿化

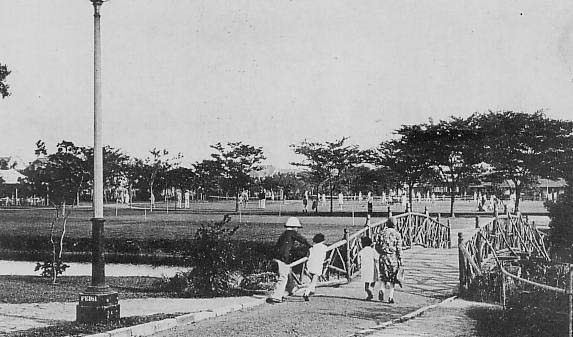
早期的虹口公园（今鲁迅公园）

虹口区内的公共园林兴起于19世纪末，1896年，公共租界工部局向业广地产公司购得昆山路以南乍浦路以西约2173平方米的土地，并于1898年建成。初名虹口公园，1906年更名为昆山儿童游戏场，1944年更名为昆山公园。1906年，工部局利用新一代靶子场西侧的土地，并模仿格拉斯哥体育公园的模式建造英国自然式公园，初名虹口娱乐场。1922年起正式更名为虹口公园，1945年胜利后改称中正公园。1949年后复称虹口公园，并于1988年改称鲁迅公园。1917年起，工部局又於霍山路以南购入3000多平米土地建造儿童公园。1918年正式开放，成为斯塔德利公园，1944年起改称霍山公园。
1949年以后，又分别基于改造棚户区、利用空地等情况，建设了和平公园、海伦儿童公园。改革开放后，随着曲阳社区的兴建，又新设了曲阳公园（后改称精武体育公园）。2000年后，随着城市绿地大规模的兴建，出现了四川北路公园、北外滩滨江绿地等开放式公园绿地。

## 文化

### 文化名人
在虹口区内，曾留下众多人文历史的文化遗产。尤其是在山阴路和溧阳路历史风貌保护区内，曾有鲁迅、茅盾、郭沫若、夏衍、聂耳、丁玲等许多中国近代文化名人在此驻足生活和工作。今有多伦路文化名人街作为历史见证。
现四川北路2050号的内山书店是鲁迅晚年在上海的重要活动场所。由日本友人内山完造开设，民国18年（1929年）选现址。鲁迅常来内山书店购书、会客，并一度在此避难，书店成为当时中日文化交流的桥梁。

### 电影文化
20世纪上半叶，虹口先后拥有30余家电影院、46家电影公司，北四川路周边已成为当时上海一个电影院集中的区域，被称为“影院街”，许多著名的电影人在虹口工作、生活。“过河看影戏”，是老上海人耳熟能详的俗语。
清光绪二十三年（1897年）5月，电影首次来到上海，于当月22日在今虹口苏州河北岸的礼查饭店首映，并于25日和27日在同一地点再次放映。
清光绪三十四年（1908年），西班牙人雷玛斯在乍浦路112号（近海宁路）创办了虹口活动影戏院，是中国第一家正式电影院。当时，电影作为一门新的艺术，观众十分好奇；同时该院地处闹市中心，又非常重视对电影的宣传，当时的《申报》上几乎每天都有该电影院的广告。

### 艺术中心
以海伦路、溧阳路、四平路、梧州路的围合区域为主体范围的上海音乐谷，是上海重要的文化艺术中心，核心区域面积约28万平方米。片区内俞泾浦、虹口港、沙泾港相交蜿蜒环绕。并保留八座具有百年历史的桥梁，是目前上海唯一保存完整水系格局的历史文化风貌地区。至今还遗存有大量独具虹口特色的石库门建筑群，中国大型女子偶像组合SNH48在上海音乐谷内SNH48星梦剧院定期公演，集聚了大量人气。同时上海音乐谷承接各种各类话剧、演出、4D灯光秀、主题艺术欣赏和水幕秀的演出。上海音乐谷是上海城市演变过程中具有代表性的地理地标和文化地标。

### 海派文化
2017年6月上海第一座以海派文化命名的公共文化空间海派文化中心在虹口四川北路公园内正式开放。

## 传媒
- 上海市教育电视台，位于：大连路1541号
- 上海市虹口新闻传媒中心，中共虹口区委宣传部主管、主办的区级媒体，负责编辑出版《虹口报》、虹口有线新闻和虹口门户网站新闻频道。 [34]

## 体育

### 历史
境内近代体育源于上海开埠以后，早期由教会学校引进。1900年，基督教青年会於老靶子路的靶子场旧址空地修建操场并每年举办体育赛事。1905年，工部局更於新靶子场以西开辟21万平方米的土地兴建虹口娱乐场（后更名为虹口公园），并内设置有高尔夫球、足球、网球、篮球、曲棍球和田径等专门场地，成为当时上海较完善的大型体育场所。1915年和1921年曾两次於此地举办远东运动会。1922年，工部局又利用虹口公园西北空地营建公共泳池。而由霍元甲创办的精武体育会也在1910年代搬入北四川路东宝兴路一带。
抗战期间，大部分的体育场地被日军占用。1950年，上海市人民政府出资在虹口公园西侧拨出5.53万平方米土地兴建虹口体育场。1983年、1997年，第五届和第八届全运会的部分赛事於此举办。1998年，虹口体育场改建为专业型足球场，并于次年落成。自1994年起，虹口体育场也是上海申花的主场，举办了大量的中国足球联赛的赛事。1980年代，为配套曲阳新村工程，於中山北二路以南兴建了一处室内体育馆，称为虹口体育馆，并于1991年落成使用。

### 体育场所

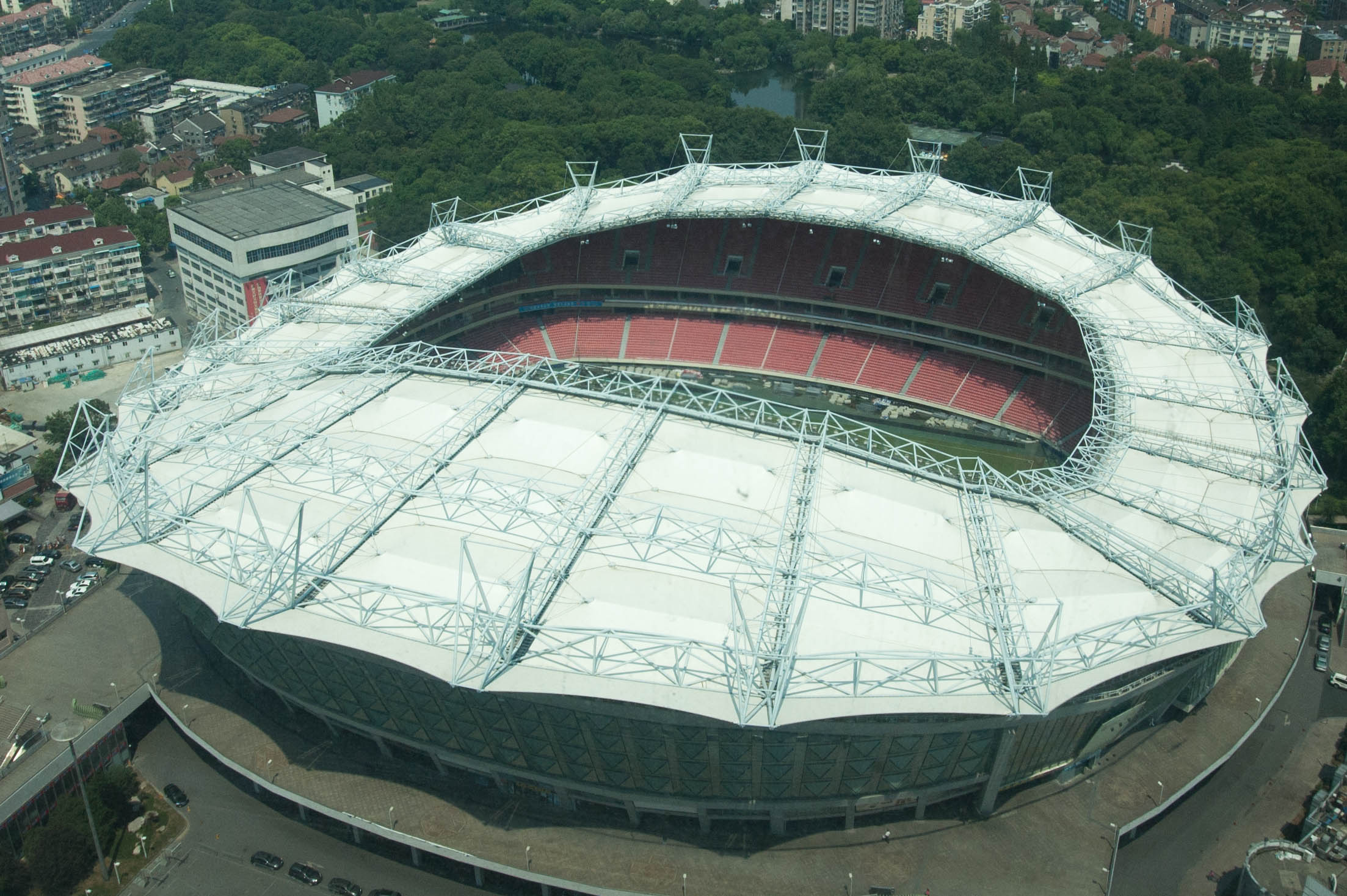
虹口足球场

虹口足球场是境内最主要的体育场馆，位于东江湾路444号，最初由1950年经上海市人民政府出资於虹口公园西侧的5.53万平方米土地上兴建。最初为拥有18000座的木质看台体育场，并于1951年9月落成。1964年，体育场进行了大规模的扩建，将原木质看台改为钢筋水泥结构，座位数增加至三万个。同时，兴建了约45米高的照明灯塔，成为上海最早可举行夜间比赛的场所。另外，看台下附设有乒乓房、击剑室、举重房等附属设施。1983年，为举办第五届全国运动会，对体育场按国际标准的田径场要求进行翻新，并新增了大型电子屏幕，同时将主看台上方新增了挑蓬。1993年作为第一届东亚运动会的主会场，又对体育场进行了进一步的改造。1998年根据国际标准足球场的要求对体育场全部拆除并进行了新建，落成后更名为虹口足球场。2007年，虹口足球场又作为女足世界杯的主要比赛场馆和决赛场馆。目前，虹口足球场是上海申花足球队的主场。
虹口游泳池位于东江湾路500号，於1921年8月，在时任工部局代理总办赖维逊的倡议下筹办，并於1922年正式落成。泳池长53.34米，宽22.86米，深1至2.3米，面积为1219余平方米。1924年兴建如今的大门、机房、酒吧和凉亭。1931年又新增了跳水台、跳板与滑梯等设施。抗战期间一度为日军强占。抗战胜利后逐渐恢复，1950年代虹口游泳池曾举办上海市内诸多游泳赛事，如今主要面对社会公众开放。
除一般专业体育场馆外，目前虹口区内的学校操场和体育场所也逐步向社会公众开放，作为群众体育的场所。

### 体育团体与赛事
2017年第十三届全运会上，上海体育代表团其中，由虹口培养输送的56名运动员亮相决赛赛场，参加了排球、击剑、游泳、羽毛球、射击等18个项目的角逐，47人次获得前8名，其中获得金牌5枚5人次、银牌5枚12人次、铜牌5枚5人次、4到8名25人次。

## 教育科研

### 历史
早在明嘉靖十五年（1536年），时任嘉定县知县的李资坤便假江湾保宁寺开办曲江学堂开展启蒙教育，另有不少民间的私塾和义塾。在清朝同治年间，比较著名的就有江湾镇同善堂内的江湾义塾。另一方面，上海县自开埠以后，开始受到西方近代教育的影响。最早於1846年，文监师路即出现了由美国圣公会创办的教会学校。1851年，美国女传教士琼司又於文监师路创办文纪女塾。又因为外国侨民在虹口定居，逐渐出现了面对侨民的学校。1869年，密勒路出现尤来旬学校，后改名汉璧礼学校。1884年，法国天主教会创办的圣芳济学院迁至南浔路。1899年，叶澄衷捐资创办的澄衷蒙学堂是中国最早由国人开办的新式学堂。1906年前后，江湾出现了中等蚕桑学堂、竞业师范学堂等专门学校，开启了境内最早的职业技术教育。同时，绍兴迁来的道学书院与稍早成立的浸会神学院合并，并设校址於北四川路，1909年更名为浸会大学堂，1911年迁往今军工路并於三年后定名为沪江大学。
进入民国以后，虹口地区的教育又有了更快速的发展。民国元年（1912年），刘海粟在乍浦路创办了上海图画美术院，成为上海近代最重要的从事美术教育的新式学校。民国四年（1915年），东吴大学法科设置于昆山路的中西书院旧址，后称东吴大学法学院。民国20年（1931年），国立中央大学商学院由法租界迁至今中山北一路校区，并於翌年独立为国立上海商学院。1934年，根据雷士德希望发展上海教育事业而创办的雷士德工学院於东熙华德路开办。淞沪会战后，由于沦为战区校舍损毁或因日军强占，大部分学校教育陷入停顿，部分学校迁入苏州河以南地区。抗战胜利后，国立上海商学院和东吴大学法学院在原址复校。国立暨南大学、光华大学等相继迁入境内复校。同时，像上海戏剧实验学校、上海师范专科学校等在虹口创办。
1949年6月，上海市军事管制委员会接管境内的公立学校，如复兴中学、江湾中学等，并整顿私立学校。1952年院系调整后，暨南大学迁出，光华大学与东吴法学院分别并入其他院校，上海商学院已於1950年更名为上海财政经济学院。1956年起，所有私立学校均转为公立学校。1966年6月，文化大革命开始，学校日常教育陷入停顿，直至1967年10月，因“复课闹革命”才恢复基本的教育秩序。从1968年起大部分毕业生被动员上山下乡。1977年起，学校日常教育全部恢复，次年区教育局编制重新恢复。

## 宗教

### 佛教

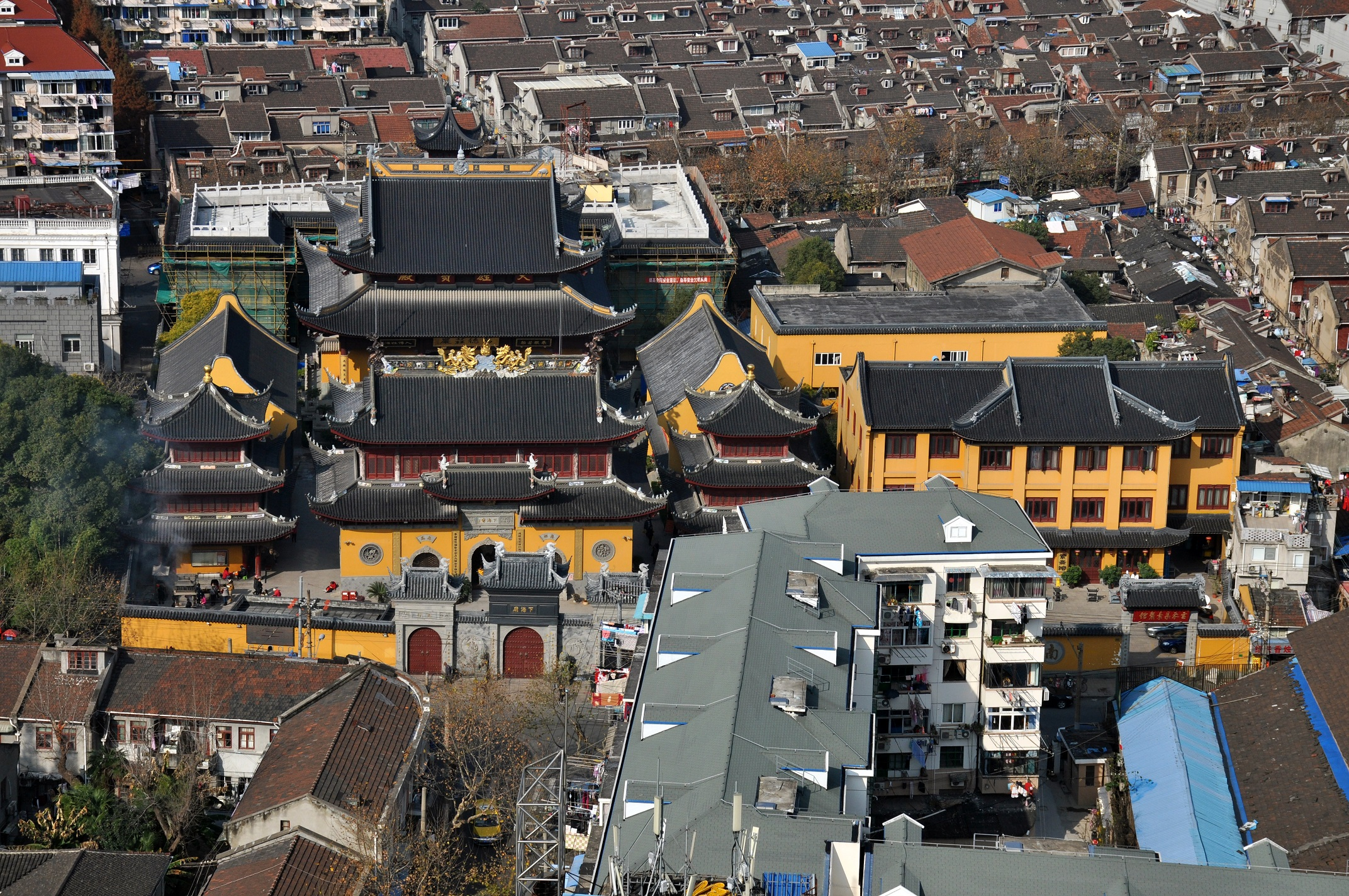
位于提篮桥地区的下海庙

境内宗教场所始于五代时期，后晋天福三年（938年），僧智光在江湾募建保宁寺，宋代又兴建有圆通讲寺，清代建有西林庵、观音阁和下海庙等成规模的寺庵。民国以来又有法云寺、天宁寺等庙宇兴建，但随后因一二八事变和淞沪会战等原因，大部分庙宇被焚毁。1950年起，由于佛教事务的逐渐萎缩，各种小型寺庵逐渐关闭。1960年，上海市佛教协会於下海庙设立专门的佛事接洽处，统一受理区内居民的佛事需求。1966年后，区内主要的寺庙，下海庙和江湾的三观堂也一度关闭。直至1989年，三观堂才归还市佛教协会，两年后下海庙恢复开放。

### 道教
自元代大德三年（1299年），在今水电路一带出现道教场所，称为俞泾庙。清初，江湾地区又建有文昌阁。1662年，江湾镇又建有迎真道院。民国元年，旅沪粤人社团於虬江桥兴建黄大仙观，并由广东籍道士主持寺务，1930年又另建於七浦路，1944年再建於虬江路。民国23年（1934年），全真道士陈白若由广东来沪，又募资1.8万元於海南路兴建“慈航仙观”。由于当时粤籍市民多信奉黄大仙，因此两处道观均主祀黄大仙。另外，还有一些代做道场的在家道院先后出现。1956年后，香火逐渐冷落。1960年在下海庙设道教忏务接洽处。至文化大革命前，区内的道教庙观及忏务活动全部结束，境内遂无道观。

### 基督教

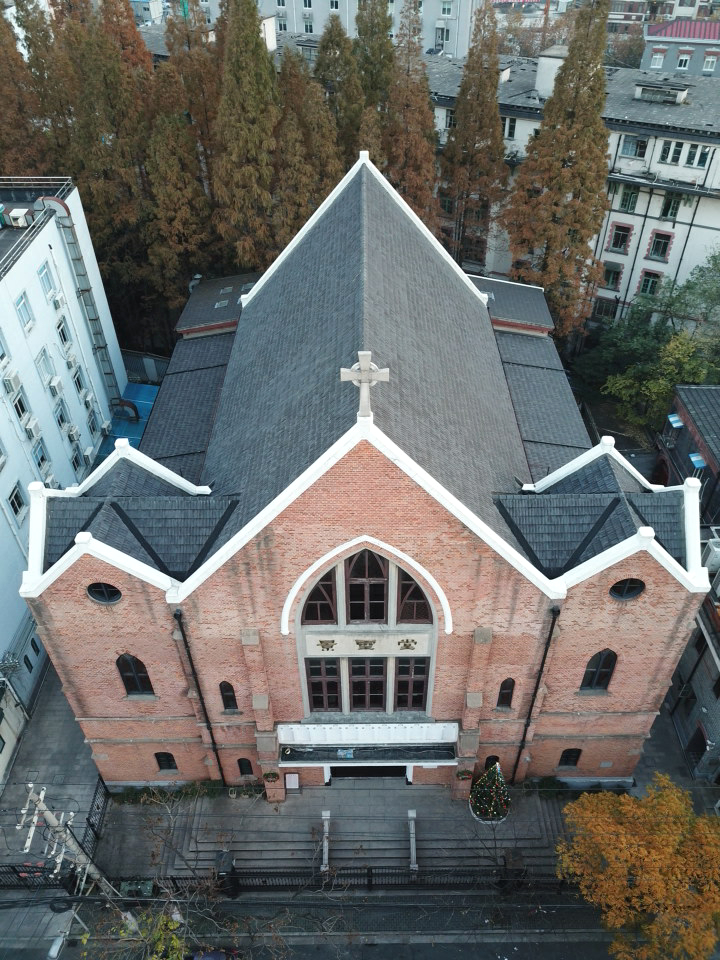
1924年落成的景灵堂

新教的传入始于上海开埠以后，1845年，美国圣公会传教士文惠廉即在境内租地建屋设立教堂。1853年，於大名路塘沽路口创办救主堂。1860年，美南监理会牧师林乐知抵达上海。1882年，其于昆山路创办中西书院并附设了校内礼拜堂，1922年改建为景林堂。除此以外，清末共出现主要新教场所包括怀恩堂、广东浸信会堂、全备福音堂等。民国以后又出现沪北会堂、岭南堂、虹镇福音堂等一批教堂。抗战期间，一些教堂也受到战火摧毁。1956年，区内成立基督教三自联络组。1958年起，实行联合礼拜，共分景林堂、鸿德堂、沪北会堂、全备福音堂等4个联合礼拜场所。文化大革命期间，联合礼拜场所关闭。至1979年9月沪北会堂复堂，后于1980年9月移往景林堂（改成景灵堂）举行礼拜。1984年4月在江湾设立聚会点。1992年8月，位于多伦路的鸿德堂复堂。

### 伊斯兰
20世纪20年代起，在今提篮桥附近，聚居了一批回民，于民国12年（1923年）建立了通州路清真寺，八一三事变后，该寺停办。民国37年建苏北回教堂。1950年杨浦区建景星路清真寺，苏北回教堂并入该寺，区境内遂无清真寺。

### 天主教
1860年起，由于外轮停泊虹口的码头一带，为照顾菲律宾、葡萄牙等地船员上岸礼拜，由颠地拨付一所房屋作为教堂使用。1870年，天主教江南教区在今北苏州路乍浦路附近建造中式房屋一幢，作为教堂。并由洋泾浜天主堂派出神父至此主持宗教仪式。1876年，法国耶稣会出资建造的虹口天主堂在南浔路落成。此后又分别於区内各处兴建耶稣圣体堂、天主堂、奚家圣堂三处。但三所教堂均毁于一二八事变和淞沪会战。除建造教堂外，在沪的各天主教会派别还分别设立了学校、医院等机构。如圣芳济学堂、善导女中、善导小学。公共租界工部局资助的公济医院长期也由上海的天主教会负责管理。1952年，相关医院和学校均改由政府接管。虹口天主堂於文化大革命期间关闭并作他用。1982年圣诞节，虹口天主堂於原址旁恢复宗教活动。

### 其他
- 摩西会堂旧址，今北外滩街道长阳路62号

摩西会堂竣工于民国16年（1927年）是俄罗斯犹太人教堂，它是在始建于民国32年（1943年）2月，结束于民国34年（1945年）8月的“犹太人隔离区”中，成为了不分国籍和宗派的犹太人的重要会堂。今原址设有上海犹太难民纪念馆。
- 百老汇会堂旧址，今北外滩街道霍山路57号
- 东海会堂旧址，今北外滩街道海门路144号

- 救主堂旧址，今北外滩街道惠民路120弄5号

- 舟山路谒师所旧址，今北外滩街道舟山路218号

## 全国重点文物保护单位
- 鲁迅墓
- 上海外滩建筑群註3
- 上海邮政总局
- 提篮桥监狱早期建筑

## 外事

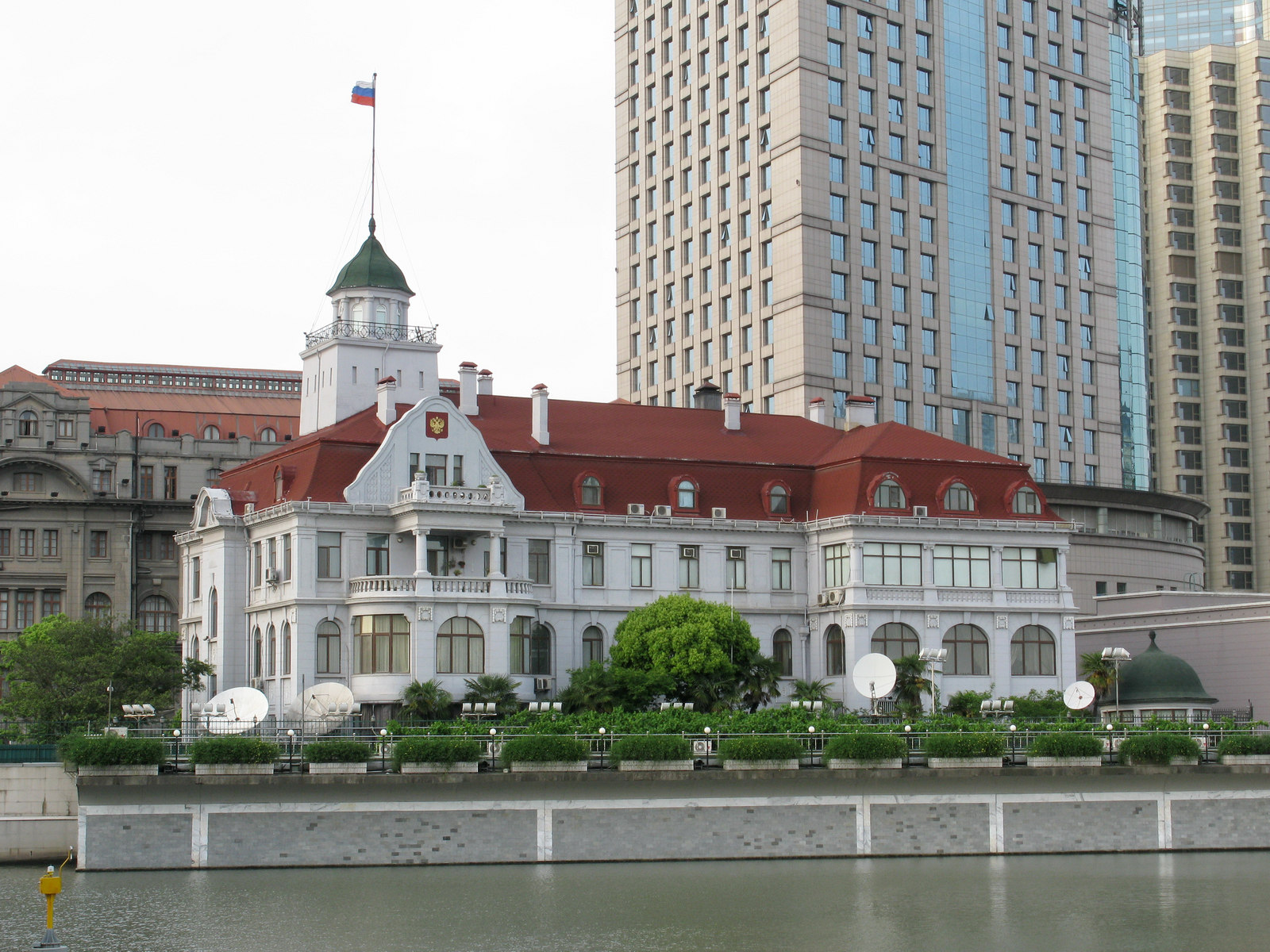
位于苏州河畔的俄罗斯驻上海总领事馆

根据上海政府外事办公室，有3个国家的领事机构设在虹口区。
其中建于民国5年（1916年）的俄罗斯驻上海总领事馆是上海市优秀历史建筑。

| 序 | 国家   | 领馆类型 | 开馆日期       | 领区范围                           | 馆长                             | 领馆地址                   |
| -- | ------ | -------- | -------------- | ---------------------------------- | -------------------------------- | -------------------------- |
| 1  | 俄羅斯 | 总领事馆 | 1986年12月15日 | 上海、浙江、江苏、安徽             | 叶夫西科夫·阿列克谢              | 黄浦路20号                 |
| 2  | 希腊   | 总领事馆 | 2004年10月16日 | 上海、浙江、江苏、安徽、江西、山东 | 干宝希                           | 四川北路1350号2201、2207室 |
| 3  |        | 总领事馆 | 2006年6月20日  | 上海、浙江、江苏、安徽、江西、福建 | 阿戈扎姆赫德热耶夫 ·萨伊达卡摩勒 | 吴淞路258号801室           |

## 其他
《邓小平传记》一书的作者理查德·埃文斯，在他的书中的“虹口区”一词并不是用汉语拼音所对应的英语，而是沿袭了英语语言的发音用法，把其称为“Hongkew”。

## 友好城市

### 国际
| 区     | 城市             | 城市（英语）                  | 所处国家   | 结好时间       |
| ------ | ---------------- | ----------------------------- | ---------- | -------------- |
| 虹口区 | 汉堡中心区       | Hamburg-mitte - Hongkou       | 德国       | 2007年6月21日  |
| 虹口区 | 科瑞阿特·海姆区  | Kiryat HaimDistrict - Hongkou | 以色列     | 2009年11月26日 |
| 虹口区 | 釜山广域市东莱区 | Dongnae - Hongkou             |            | 2012年10月12日 |
| 虹口区 | 巴尔市           | Bar - Hongkou                 | 蒙特內哥羅 | 2015年6月12日  |

### 国内
| 区     | 城市   | 省级 行政区 | 结好时间   |
| ------ | ------ | ----------- | ---------- |
| 虹口区 | 启东市 | 江 苏       | 2001年8月  |
| 虹口区 | 镇江市 | 江 苏       | 2013年6月  |
| 虹口区 | 锡山区 | 江 苏       | 1991年4月  |
| 虹口区 | 台州市 | 浙 江       | 2000年5月  |
| 虹口区 | 中山市 | 广 东       | 1999年4月  |
| 虹口区 | 黄石市 | 湖 北       | 2013年3月  |
| 虹口区 | 襄阳市 | 湖 北       | 1994年5月  |
| 虹口区 | 巴中市 | 四 川       | 2013年1月  |
| 虹口区 | 德阳市 | 四 川       | 1986年9月  |
| 虹口区 | 江北区 | 重 庆       | 2009年5月  |
| 虹口区 | 伊犁州 | 新 疆       | 1999年9月  |
| 虹口区 | 淄博市 | 山 东       | 1988年1月  |
| 虹口区 | 潍坊市 | 山 东       | 1996年10月 |
| 虹口区 | 阜新市 | 辽 宁       | 1986年9月  |
| 虹口区 | 长沙市 | 湖 南       | 1987年1月  |
| 虹口区 | 大庆市 | 黑龙江      | 1999年6月  |
| 虹口区 | 邢台市 | 河 北       | 1986年8月  |